# Abdalaati Iguider
Abdalaati Iguider (in arabo عبد العاطي إگيدر‎?; Al-Rashidiyya, 25 marzo 1987) è un mezzofondista marocchino.
Nel 2012 è stato campione del mondo indoor nei 1500 metri piani a Istanbul con il tempo di 3'45"21, che tuttavia risultava una prestazione peggiore rispetto al 3'41"96 che gli valse la medaglia d'argento ai Campionati del mondo indoor di Doha 2010.
Nell'agosto dello stesso anno ha preso parte ai Giochi olimpici di Londra 2012, piazzandosi sesto nei 5000 metri piani e conquistando il bronzo nei 1500 metri piani, con un tempo di 3'35"13.

## Progressione

### 800 metri piani
| Stagione | Tempo   | Luogo          | Data      | Rank. Mond. |
| -------- | ------- | -------------- | --------- | ----------- |
| 2008     | 1'47"36 | Bottrop        | 30-8-2008 | 148º        |
| 2007     | 1'47"14 | Malles Venosta | 4-8-2007  |             |
| 2006     | 1'48"00 | Arnhem         | 31-5-2006 |             |
| 2004     | 1'49"93 | Rabat          | 1-8-2004  |             |

### 1500 metri piani outdoor
| Stagione | Tempo   | Luogo     | Data      | Rank. Mond. |
| -------- | ------- | --------- | --------- | ----------- |
| 2013     | 3'33"29 | Shanghai  | 18-5-2013 | 24º         |
| 2012     | 3'33"99 | Londra    | 5-8-2012  | 23º         |
| 2011     | 3'31"60 | Berlino   | 11-9-2011 | 6º          |
| 2010     | 3'34"25 | Rabat     | 6-6-2010  | 27º         |
| 2009     | 3'31"47 | Monaco    | 28-7-2009 | 6º          |
| 2008     | 3'31"88 | Roma      | 11-7-2008 | 4º          |
| 2007     | 3'32"75 | Roma      | 13-7-2007 | 14º         |
| 2006     | 3'32"68 | Bruxelles | 25-8-2006 | 18º         |
| 2005     | 3'35"63 | Rabat     | 18-6-2005 | 44º         |
| 2004     | 3'35"53 | Grosseto  | 15-7-2004 | 40º         |

### 1500 metri piani indoor
| Stagione | Tempo   | Luogo      | Data      | Rank. Mond. |
| -------- | ------- | ---------- | --------- | ----------- |
| 2014     | 3'37"83 | Sopot      | 7-3-2014  | 17º         |
| 2013     | 3'37"32 | Metz       | 24-2-2013 | 12º         |
| 2012     | 3'34"10 | Liévin     | 14-2-2012 | 1º          |
| 2011     | 3'36"29 | Chemnitz   | 27-1-2011 | 9º          |
| 2010     | 3'34"68 | Lipsia     | 13-2-2010 | 3º          |
| 2007     | 3'36"89 | Il Pireo   | 24-2-2007 | 5º          |
| 2006     | 3'40"73 | Stoccarda  | 4-2-2006  | 16º         |
| 2005     | 3'38"66 | Birmingham | 18-2-2005 | 6º          |

## Palmarès
| Anno | Manifestazione          | Sede           | Evento         | Risultato  | Prestazione | Note                          |
| ---- | ----------------------- | -------------- | -------------- | ---------- | ----------- | ----------------------------- |
| 2004 | Mondiali juniores       | Grosseto       | 1500 m piani   | Oro        | 3'35"53     | Miglior prestazione personale |
| 2005 | Mondiali di cross       | Saint-Galmier  | Corsa juniores | 30º        | 25'28"      |                               |
| 2006 | Mondiali juniores       | Pechino        | 1500 m piani   | Argento    | 3'40"73     |                               |
| 2007 | Mondiali                | Osaka          | 1500 m piani   | Batteria   | 3'43"25     |                               |
| 2008 | Giochi olimpici         | Pechino        | 1500 m piani   | 5º         | 3'34"66     |                               |
| 2009 | Giochi del Mediterraneo | Pescara        | 1500 m piani   | Bronzo     | 3'38"66     |                               |
| 2009 | Mondiali                | Berlino        | 1500 m piani   | 11º        | 3'38"35     |                               |
| 2010 | Mondiali indoor         | Doha           | 1500 m piani   | Argento    | 3'41"96     |                               |
| 2011 | Mondiali                | Taegu          | 1500 m piani   | 5º         | 3'36"56     |                               |
| 2012 | Mondiali indoor         | Istanbul       | 1500 m piani   | Oro        | 3'45"21     |                               |
| 2012 | Giochi olimpici         | Londra         | 1500 m piani   | Bronzo     | 3'35"13     |                               |
| 2012 | Giochi olimpici         | Londra         | 5000 m piani   | 6º         | 13'44"19    |                               |
| 2013 | Mondiali                | Mosca          | 1500 m piani   | Semifinale | 3'44"36     |                               |
| 2014 | Mondiali indoor         | Sopot          | 1500 m piani   | Bronzo     | 3'38"21     |                               |
| 2015 | Mondiali                | Pechino        | 1500 m piani   | Bronzo     | 3'34"67     |                               |
| 2016 | Mondiali indoor         | Portland       | 3000 m piani   | 4º         | 7'58"08     |                               |
| 2016 | Giochi olimpici         | Rio de Janeiro | 1500 m piani   | 5º         | 3'50"58     |                               |
| 2017 | Mondiali                | Londra         | 1500 m piani   | Semifinale | 3'40"76     |                               |
| 2018 | Mondiali indoor         | Birmingham     | 1500 m piani   | Bronzo     | 3'58"43     |                               |
| 2018 | Campionati africani     | Asaba          | 1500 m piani   | 6º         | 3'39"20     |                               |
| 2019 | Giochi panafricani      | Rabat          | 1500 m piani   | 4º         | 3'38"59     |                               |
| 2019 | Mondiali                | Doha           | 1500 m piani   | Semifinale | 3'42"23     |                               |

## Altre competizioni internazionali
2006
- 11º alla World Athletics Final ( Stoccarda), 1500 m piani - 3'35"88

2008
- 9º alla World Athletics Final ( Stoccarda, 1500 m piani - 3'41"70

2016
- Argento al Meeting de Paris ( Parigi), 3000 m piani - 7'30"09

2018
- Bronzo allo Shanghai Golden Grand Prix ( Shanghai), 1500 m piani - 3'32"72